# Râul Bucșa
Râul Bucșa sau Râul Bărbulețu este unul din brațele care formează râului Bângăleasa. 

## Hărți
- Harta județului Brașov